# Église Saint-Georges de Slavinja
Pour les articles homonymes, voir Église Saint-Georges.
L'église Saint-Georges de Slavinja (en serbe cyrillique : Црква Св. Ђорђа у Славињи ; en serbe latin : Crkva Sv. Đorđa u Slavinji) est une église orthodoxe serbe serbe située à Slavinja, dans la municipalité de Pirot et dans le district de Pirot, en Serbie. Elle est inscrite sur la liste des monuments culturels protégés de la république de Serbie (no SK 662),. 

## Présentation
Si l'on en croit une inscription au-dessus de l'entrée, l'église a été restaurée en 1844, ce qui suppose une construction antérieure.
De plan rectangulaire, elle se compose d'une nef unique prolongée par une abside demi-circulaire. Les murs sont construits en pierre, de même que la corniche qui court sous le toit et les arches des portes et des fenêtres. Le toit, à pignon, est recouvert de tuiles.
Du côté sud, sur toute la longueur du mur, se trouve un porche couvert qui a été conservé ; du côté est, le mur est doté d'une niche surmontée d'une arche à l'orientale. Toute la façade ouest était dotée d'un porche-galerie ; au-dessus du portail d'entrée se trouve une niche peu profonde où est peinte une représentation de Saint Georges terrassant le dragon.
À l'intérieur, l'église est ornée de fresques ; en revanche, les peintures du XVIIIe siècle ne subsistent plus qu'à l'état de fragments. L'iconostase, massive, présente une structure en bois sculpté avec des entrelacs de feuilles et de fleurs ainsi que des animaux fantastiques stylisés ; elle est décorée de gravures sur bois et, dans les zones libres et sur le trône, de peintures et d'icônes représentant les Grandes fêtes liturgiques, réalisées dans un style byzantin par le peintre Jovan de Samokov.